# Hagebyträsk
Hagebyträsk är en sjö i Gotlands kommun i Gotland och ingår i Gothemån-Snoderåns kustområde. Sjön är 6,8 meter djup, har en yta på 0,0585 kvadratkilometer och är belägen 39,7 meter över havet. Vid provfiske har bland annat abborre, gers, gädda och mört fångats i sjön.

## Delavrinningsområde
Hagebyträsk ingår i det delavrinningsområde (635160-167169) som SMHI kallar för Mynnar i havet. Avrinningsområdets medelhöjd är 27 meter över havet och ytan är 175,09 kvadratkilometer. Det finns inga delavrinningsområden uppströms utan avrinningsområdet är högsta punkten. Delavrinningsområdets utflöde Närkån mynnar i havet. Delavrinningsområdet består mestadels av skog (35 procent), öppen mark (12 procent) och jordbruk (52 procent). Avrinningsområdet har 0,15 kvadratkilometer vattenytor vilket ger avrinningsområdet en sjöprocent på 0,1 procent. Bebyggelsen i området täcker en yta av 2,05 kvadratkilometer eller 1 procent av avrinningsområdet.

## Fisk
Vid provfiske har följande fisk fångats i sjön:
- Abborre
- Gärs
- Gädda
- Mört
- Sarv
- Sutare